# Erich Klossowski

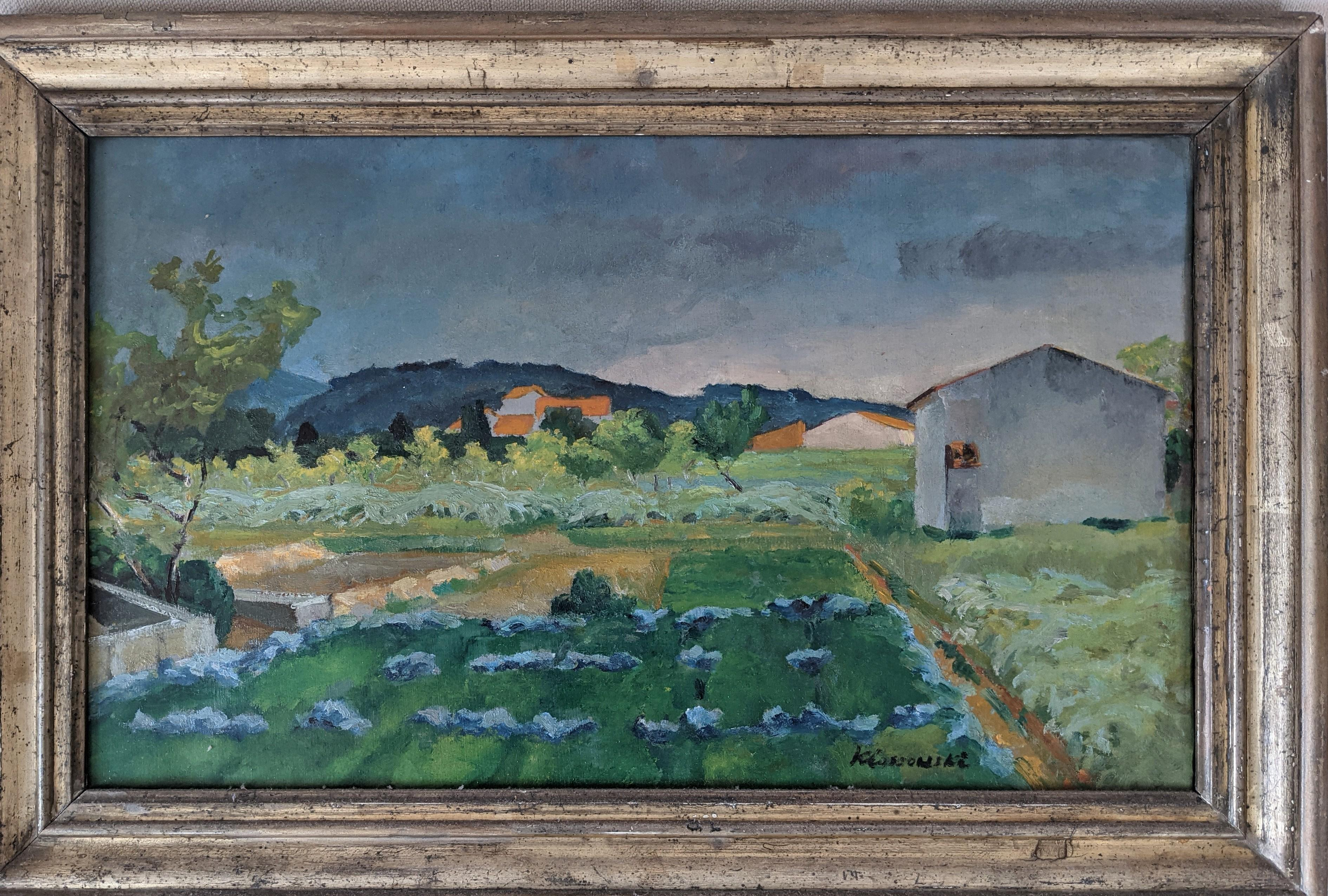
Erich Klossowski: Landschaft, Öl auf Leinwand, cm. 37 × 61

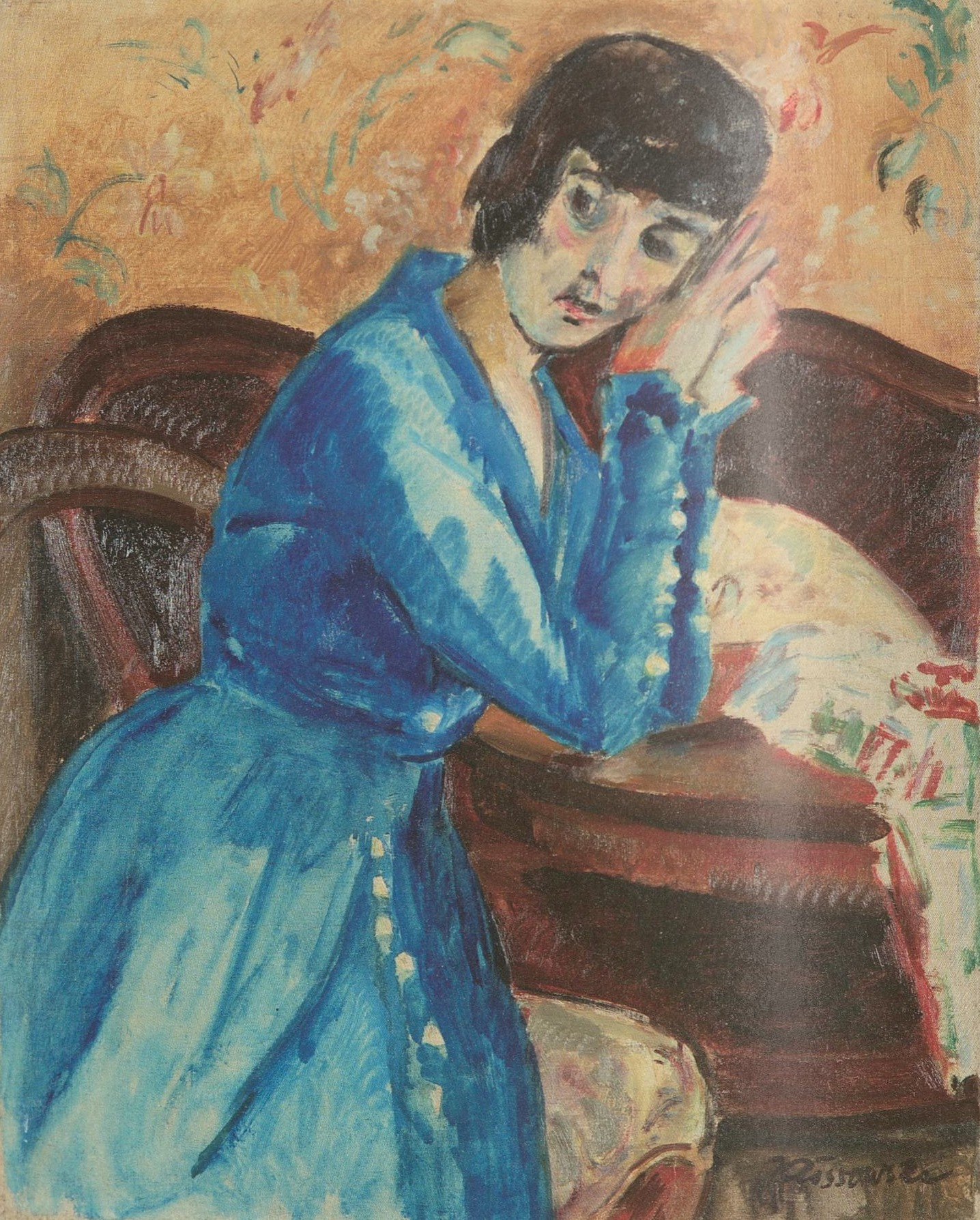
Baladine (1920)

Erich Klossowski (polnisch Eryk Kłossowski, geboren 19. Dezember 1875 in Ragnit, Ostpreußen, Deutsches Reich; gestorben 23. Januar 1949 in Sanary-sur-Mer, Frankreich) war ein deutsch-französischer Bühnenbildner, Maler, Zeichner und Kunsthistoriker deutsch-polnischer Herkunft. Er verfasste unter anderem eine deutschsprachige Monographie über Honoré Daumier und eine französischsprachige über Eugène Delacroix.

## Leben
Erich Klossowski entstammte einer kleinadligen polnischen Familie, die das „Rola“-Wappen benutzte. Er war Ehemann der Malerin Baladine Klossowska (1886–1969) und Vater des Malers Balthus (Balthasar Klossowski, 1908–2001) und des Schriftstellers Pierre Klossowski (1905–2001).
Er machte an der Königlichen Kunst- und Gewerbeschule (die spätere Staatliche Akademie für Kunst und Kunstgewerbe) in Breslau ein Kunststudium, das er um 1902 mit einer Arbeit über den Barock-Maler Michael Willmann abschloss. Dem Wunsch seiner Ehefrau folgend siedelte er dann von Breslau nach Paris über. Dort wurden seine beiden Söhne geboren. 1917 ließ er sich scheiden und heiratete die Schweizerin Hilde Stieler, die sich ihrerseits vom Schauspieler und Regisseur Kurt Stieler trennte. 1939 erhielt Klossowski die französische Staatsangehörigkeit.
Im Zuge der Beschlagnahmeaktion „Entartete Kunst“ der Nationalsozialisten wurden 1937 Werke Klossowskis aus dem Museum für Kunst und Kunstgewerbe Stettin, aus dem Städtischen Kunst- und Gewerbemuseum Dortmund, aus dem Schlossmuseum Weimar, sowie aus Berliner Stadtbesitz beschlagnahmt.

## Werke (Auswahl)

### 1937 als „entartet“ beschlagnahmte Werke
- Tod der Prokris (Tafelbild)
- Kleinstadtstraße (Tafelbild)
- Sommernachtstraum (Lithografie, 25 × 22,1 cm; 1917. Blatt 3 der beschlagnahmten Mappe Shakespeare Visionen. Eine Huldigung deutscher Künstler. Verlag Reinhard Piper, München 1918)

### Weitere Werke (Auswahl)
- Medusa (Öl auf Leinwand, 106 × 89 cm; Berlinische Galerie)

### Buchpublikationen
- Die Maler von Montmartre (Willette, Steinlen, Toulouse-Lautrec, Léandre). Julius Bard Verlag, Berlin 1903 (Serie Kunst, Band 15)
- Honoré Daumier. R. Piper, München 1908.
- mit Julius Meier-Graefe: La collection Cheramy; catalogue raisonné précédé d’études sur les maîtres principaux de la collection. R. Piper, München 1908.